# يونا سعيد
يونا سعيد ليفي هي مواطنة إسرائيلية من أصل يمني. عملت في صناعة الطيران. حصلت على جائزة إسرائيل لإنجاز العمر للعمل اليدوي في عام 1986.

## حياتها
ولدت في صنعاء باليمن، وهاجرت مع عائلتها إلى دولة إسرائيل عام 1949. انقطعت عن دراستها المنتظمة وتابعت الدراسة المسائية. وتزوجت في سن مبكرة، وبعد طلاقها بدأت العمل في صناعة الطيران.
وفي صناعة الطيران، عملت في البداية كرئيسة لفريق من العمال ثم ترقت في وظائف الطيران المختلفة. وفي عام 1981 حصلت على شهادة في مجال ربط المعادن والبلاستيك. وخلال سنوات عملها، قدمت 15 مقترحًا للتحسين إلى إدارة صناعة الطيران وفازت بجائزة المحسن المتميز. وفي مجال خبرتها، تقوم بالإرشاد في مصانع مختلفة في جميع أنحاء إسرائيل.
في عام 1986 حصلت على جائزة إسرائيل لإنجاز العمر في العمل اليدوي. وفي قرار لجنة الجائزة، تقرر أن "يونا سعيد هي نموذج في أخلاقيات العمل، وفي العلاقات الإنسانية الممتازة التي خلقتها في مكان عملها. وإن مقترحات التحسين التي قدمتها لصناعة الطيران قد وفرت في رأس مال الشركة".
وبجانب عملها، كانت يونا سعيد عضوًا في دائرة يديات هآرتس ومتطوعة في إيلان.